# Димитриос Галанис
Димитриос Галанис (на гръцки: Δημήτριος Γαλάνης) е гръцки революционер, деец на гръцката въоръжена пропаганда в Македония.

## Биография
Димитриос Галанис е роден в сярското село Сайта, тогава в Османската империя, днес Ланкади, Гърция. Присъединява се към гръцката пропаганда в борбата ѝ с българските чети на ВМОРО. Оглавява чета, която действа в Сярско, Долноджумайско и района на Богданската планина и северната част на Халкидики. Действа заедно с Атанас Хаджипантазиев, а след смъртта му с вдовицата му София Хаджипантазиева. Участва в Балканските войни. За него е запазена народна песен.